# Serhij Baryłko
Serhij Wołodymyrowycz Baryłko, ukr. Сергій Володимирович Барилко (ur. 5 stycznia 1987 roku w Charkowie) – ukraiński piłkarz, występujący na pozycji pomocnika.

## Kariera piłkarska

### Kariera klubowa
Wychowanek Metalist Charków, barwy którego bronił w juniorskich mistrzostwach Ukrainy (DJuFL). W 2005 rozpoczął karierę piłkarską najpierw w drużynie rezerwowej Metalista Charków. Dopiero 17 czerwca 2007 roku debiutował w Wyższej lidze. W sierpniu 2011 jako wolny agent podpisał kontrakt z klubem Obołoń Kijów, w którym występował do końca roku. Następnie występował w amatorskim zespole ETM Charków. W marcu 2015 powrócił do Metalista Charków. Latem 2016 po rozwiązaniu klubu otrzymał status wolnego agenta.

## Sukcesy i odznaczenia

### Sukcesy klubowe
- brązowy medalista Mistrzostw Ukrainy: 2007, 2008, 2009, 2010